# Gnomidolon gemuseusi
Gnomidolon gemuseusi es una especie de escarabajo longicornio del género Gnomidolon, categorizada en la tribu Hexoplonini, de la subfamilia Cerambycinae. Fue descrita por Clarke en 2007.

## Descripción
Mide 9,2 mm de longitud.

## Distribución
Se distribuye por Bolivia.